# Hauviné
Hauviné je francouzská obec v departementu Ardensko v regionu Grand Est. V roce 2012 zde žilo 310 obyvatel.

## Poloha obce
Obec leží u hranic departementu Ardensko s departementem Marne. Sousední obce jsou: Bétheniville (Marne), Cauroy, La Neuville-en-Tourne-à-Fuy, Saint-Clément-à-Arnes a Saint-Pierre-à-Arnes.

## Vývoj počtu obyvatel
Počet obyvatel